# Szkeleton-világbajnokságok érmeseinek listája

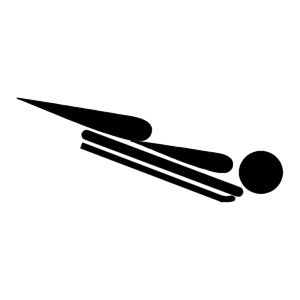

Az alábbi táblázatok a szkeletonsport világbajnokait és érmeseit tartalmazzák. 2007-től rendezik azt a kombinált csapatversenyt, amelyben bobosok és szkeletonosok vesznek részt. A bob- és a szkeletonsport egy nemzetközi szövetség alá tartozik (Federation Internationale de Bobsleigh et de Tobogganing, FIBT).

## Férfiak
| Év, helyszín     | Világbajnok          | Világbajnok    | Ezüstérmes           | Ezüstérmes     | Bronzérmes                | Bronzérmes     |
| ---------------- | -------------------- | -------------- | -------------------- | -------------- | ------------------------- | -------------- |
| 1982 St. Moritz  | Gert Elsässer        | Ausztria       | Nico Baracchi        | Svájc          | Alain Wicki               | Svájc          |
| 1989 St. Moritz  | Alain Wicki          | Svájc          | Christian Auer       | Ausztria       | Franz Plangger            | Ausztria       |
| 1990 Königssee   | Michael Grünberger   | Ausztria       | Andi Schmid          | Ausztria       | Gregor Stähli             | Svájc          |
| 1991 Igls        | Christian Auer       | Ausztria       | Andi Schmid          | Ausztria       | Michael Grünberger        | Ausztria       |
| 1992 Calgary     | Bruce Sanford        | Új-Zéland      | Gregor Stähli        | Svájc          | Michael Grünberger        | Ausztria       |
| 1993 La Plagne   | Andi Schmid          | Ausztria       | Franz Plangger       | Ausztria       | Gregor Stähli             | Svájc          |
| 1994 Altenberg   | Gregor Stähli        | Svájc          | Andi Schmid          | Ausztria       | Franz Plangger            | Ausztria       |
| 1995 Lillehammer | Jürg Wenger          | Svájc          | Christian Auer       | Ausztria       | Ryan Davenport            | Kanada         |
| 1996 Calgary     | Ryan Davenport       | Kanada         | Franz Plangger       | Ausztria       | Christian Auer            | Ausztria       |
| 1997 Lake Placid | Ryan Davenport       | Kanada         | Jim Shea             | USA            | Chris Soule               | USA            |
| 1998 St. Moritz  | Willi Schneider      | Németország    | Alain Wicki          | Svájc          | Felix Poletti             | Svájc          |
| 1999 Altenberg   | Jim Shea             | USA            | Andy Böhme           | Németország    | Willi Schneider           | Németország    |
| 2000 Igls        | Andy Böhme           | Németország    | Gregor Stähli        | Svájc          | Jim Shea Alexander Müller | USA · Ausztria |
| 2001 Calgary     | Martin Rettl         | Ausztria       | Jeff Pain            | Kanada         | Lincoln DeWitt            | USA            |
| 2003 Nagano      | Jeff Pain            | Kanada         | Chris Soule          | USA            | Brady Canfield            | USA            |
| 2004 Königssee   | Duff Gibson          | Kanada         | Florian Grassl       | Németország    | Frank Kleber              | Németország    |
| 2005 Calgary     | Jeff Pain            | Kanada         | Gregor Stähli        | Svájc          | Duff Gibson               | Kanada         |
| 2007 St. Moritz  | Gregor Stähli        | Svájc          | Eric Bernotas        | USA            | Zach Lund                 | USA            |
| 2008 Altenberg   | Kristan Bromley      | Nagy-Britannia | Jon Montgomery       | Kanada         | Frank Rommel              | Németország    |
| 2009 Lake Placid | Gregor Stähli        | Svájc          | Adam Pengilly        | Nagy-Britannia | Alekszandr Tretyakov      | Oroszország    |
| 2011 Königssee   | Martins Dukurs       | Lettország     | Alekszandr Tretyakov | Oroszország    | Frank Rommel              | Németország    |
| 2012 Lake Placid | Martins Dukurs       | Lettország     | Frank Rommel         | Németország    | Ben Sandford              | Új-Zéland      |
| 2013 St. Moritz  | Alekszandr Tretyakov | Oroszország    | Martins Dukurs       | Lettország     | Szergej Csudinov          | Oroszország    |
| 2015 Winterberg  |                      |                |                      |                |                           |                |
| 2016 Igls        |                      |                |                      |                |                           |                |

## Nők
| Év, helyszín     | Világbajnok        | Világbajnok | Ezüstérmes            | Ezüstérmes     | Bronzérmes            | Bronzérmes     |
| ---------------- | ------------------ | ----------- | --------------------- | -------------- | --------------------- | -------------- |
| 2000 Igls        | Steffi Hanzlik     | Németország | Melissa Hollingsworth | Kanada         | Tricia Stumpf         | USA            |
| 2001 Calgary     | Maya Pedersen      | Svájc       | Alex Coomber          | Nagy-Britannia | Tricia Stumpf         | USA            |
| 2003 Nagano      | Michelle Kelly     | Kanada      | Jekatyerina Mironova  | Oroszország    | Tristan Gale          | USA            |
| 2004 Königssee   | Diane Sartor       | Németország | Lindsay Alcock        | Kanada         | Kerstin Jürgens       | Németország    |
| 2005 Calgary     | Maya Pedersen      | Svájc       | Noelle Pikus-Pace     | USA            | Michelle Kelly        | Kanada         |
| 2007 St. Moritz  | Noelle Pikus-Pace  | USA         | Maya Pedersen         | Svájc          | Katie Uhlaender       | USA            |
| 2008 Altenberg   | Anja Huber         | Németország | Katie Uhlaender       | USA            | Kerstin Jürgens       | Németország    |
| 2009 Lake Placid | Marion Trott       | Németország | Amy Williams          | Nagy-Britannia | Kerstin Szymkowiak    | Németország    |
| 2011 Königssee   | Marion Trott-Thees | Németország | Anja Huber            | Németország    | Melissa Hollingsworth | Kanada         |
| 2012 Lake Placid | Katie Uhlaender    | USA         | Melissa Hollingsworth | Kanada         | Elizabeth Yarnold     | Nagy-Britannia |
| 2013 St. Moritz  | Shelley Rudman     | USA         | Noelle Pikus-Pace     | USA            | Sarah Reid            | Kanada         |
| 2015 Winterberg  |                    |             |                       |                |                       |                |
| 2016 Igls        |                    |             |                       |                |                       |                |

## Bob–szkeleton vegyes csapat
| Év, helyszín     | Világbajnok | Világbajnok | Ezüstérmes                                                                                  | Ezüstérmes  | Bronzérmes                                                                                               | Bronzérmes |
| ---------------- | --- | ----------- | ------------------------------------------------------------------------------------------- | ----------- | --- | ---------- |
| 2007 St. Moritz  | Frank Kleber, Sandra Prokop-Kiriasis, Berit Wiacker, Monique Riekewald, Karl Angerer, Marc Kühne                | Németország | Eric Bernotas, Erin Pac, Emily Azevedo, Noelle Pikus-Pace, Mike Kohn, Curtis Tomasevicz     | USA         | Gregor Stähli, Sabrina Hafner, Katharina Sutter, Maya Pedersen, Ivo Rüegg, Thomas Lamparter              | Svájc      |
| 2008 Altenberg   | Sebastian Haupt, Sandra Prokoff-Kiriasis, Berit Wiacker, Anja Huber, Matthias Höpfner, Alexander Mann           | Németország | Jon Montgomery, Kaillie Humphries, Jenni Hucul, Michelle Kelly, Lyndon Rush, Nathan Cross   | Kanada      | Zach Lund, Erin Pac, Emily Azevedo, Katie Uhlaender, Steven Holcomb, Curtis Tomasevicz                   | USA        |
| 2009 Lake Placid | Frank Rommel, Sandra Prokoff-Kiriasis, Patricia Polifka, Marion Trott, Thomas Floschütz, Andreas Barucha        | Németország | Gregor Stähli, Sabrina Hafner, Anne Dietrich, Maya Pedersen, Ivo Rüegg, Cedric Grand        | Svájc       | Eric Bernotas, Shauna Rohbock, Valerie Fleming, Katie Uhlaender, Steven Holcomb, Justin Olsen            | USA        |
| 2011 Königsse    | Michi Halilović, Sandra Prokoff-Kiriasis, Stephanie Schneider, Marion Thees, Francesco Friedrich, Florian Becke | Németország | Frank Rommel, Cathleen Martini, Kristin Steinert, Anja Huber, Karl Angerer, Alex Mann       | Németország | Jon Montgomery, Kaillie Humphries, Heather Moyse, Mellisa Hollingsworth, Lyndon Rush, Cody Sorensen      | Kanada     |
| 2012 Lake Placid | Matthew Antoine, Elana Meyers, Emily Azevedo, Katie Uhlaender, Steven Holcomb, Justin Olsen                     | USA         | Frank Rommel, Sandra Kiriasis, Berit Wiacker, Marion Thees, Maximilian Arndt, Steven Deja   | Németország | John Fairbairn, Kaillie Humphries, Emily Baadsvik, Mellisa Hollingsworth, Justin Kripps, Timothy Randall | Kanada     |
| 2013 St. Moritz  | John Daly, Lolo Jones, Emily Azevedo, Noelle Pikus-Pace, Steven Holcomb, Curtis Tomasevicz                      | USA         | Frank Rommel, Sandra Kiriasis, Sarah Noll, Marion Thees, Francesco Friedrich, Gino Gerhardi | Németország | Eric Neilson, Kaillie Humphries, Chelsea Valois, Sarah Reid, Lyndon Rush, Cody Sorensen                  | Kanada     |
| 2015 Winterberg  | |             |                                                                                             |             | |            |
| 2016 Igls        | |             |                                                                                             |             | |            |